# Killer on the Rampage
Killer on the Rampage è un album del musicista Eddy Grant, pubblicato dall'etichetta discografica Portrait nel 1982.
L'album è prodotto dallo stesso interprete, che è anche compositore e arrangiatore dei brani.
Dal disco vengono tratti i singoli I Don't Wanna Dance ed Electric Avenue.

## Tracce

### Lato A
1. Electric Avenue
2. I Don't Wanna Dance
3. It's All in You
4. War Party
5. Funky Rock 'N' Roll

### Lato B
1. Too Young to Fall
2. Latin Lover Affair
3. Another Damn Revolutionary
4. Drop Baby Drop
5. Killer on the Rampage